# Giuseppe Meraviglia
Giuseppe Meraviglia (Verdello, 30 aprile 1942) è un ex calciatore italiano.

## Carriera

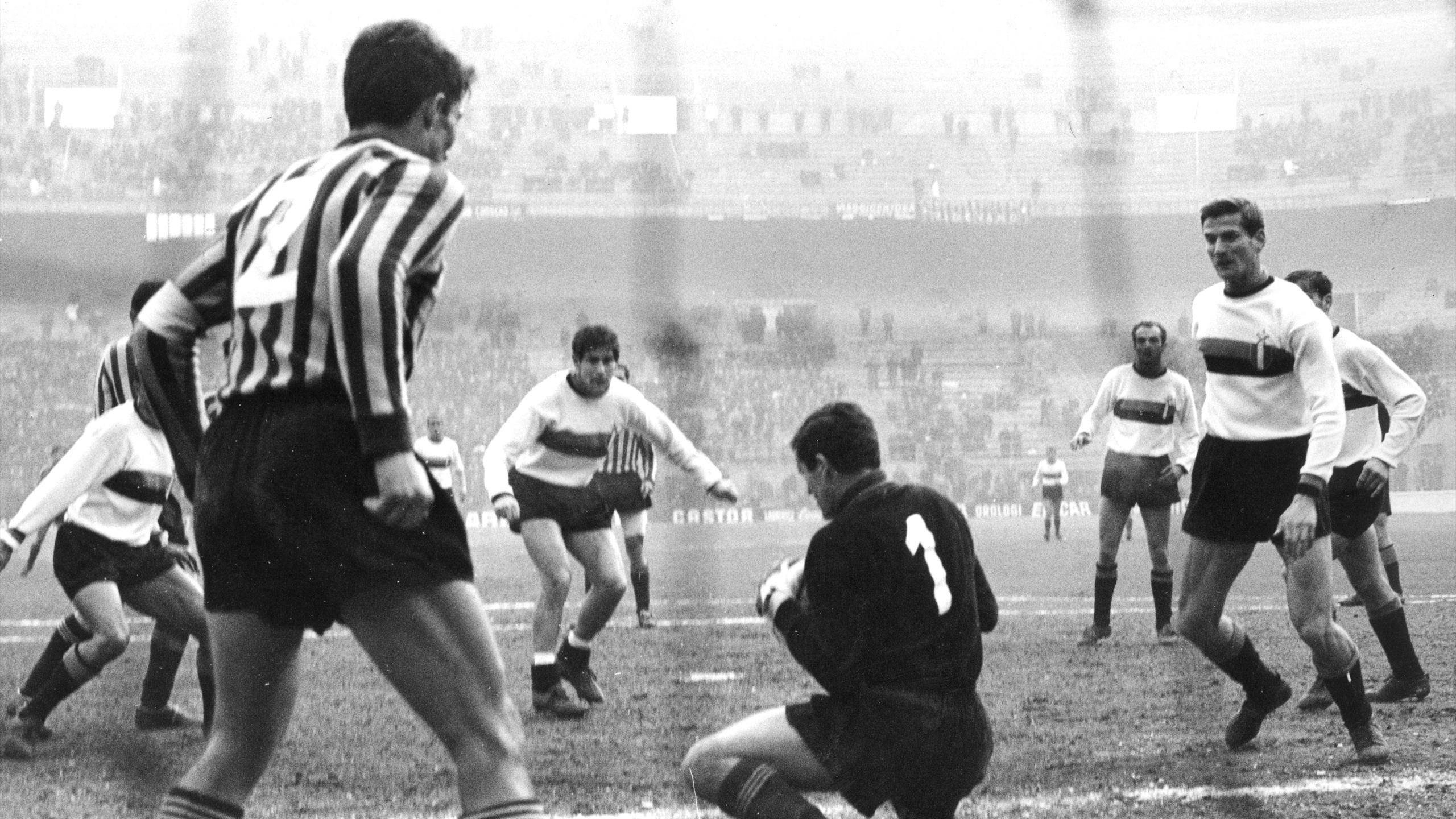
Meraviglia in azione durante Inter-Lecco (1-1) del 25 febbraio 1967

Cresce calcisticamente nel Lecco, con cui esordisce in Serie A nella stagione 1961-1962.
Diventa presto un punto fermo dei blucelesti, difendendone la porta per quattordici campionati e un totale di 336 presenze. Da segnalare la promozione in Serie A ottenuta nel 1965-1966 e le due stagioni disputate nel massimo campionato.
Segue la squadra nel suo declino fino alla Serie C, ottenendo un'ulteriore promozione in Serie B nel 1971-1972.
Nell'estate 1975 chiede e ottiene di terminare la carriera all'Atalanta, squadra della sua città, dove però disputa pochi incontri, centrando tuttavia la promozione in A nella stagione 1976-1977
Conclude la carriera nella SPAL.
In carriera ha totalizzato complessivamente 26 presenze in Serie A e 189 presenze in Serie B.

## Palmarès
- Campionato italiano Serie C: 2

Lecco: 1971-1972 (girone A)
SPAL: 1977-1978 (girone B)